# 真中了
真中 了（まなか りょう、1961年1月30日 - ）は、日本の男性ナレーター。東京都出身。シグマ・セブン所属。

## 人物
本名および旧芸名は阿部実。
上智大学卒業後福島テレビにアナウンサーとして入社。後にアール・エフ・ラジオ日本・テレビ神奈川へ移籍した後、フリーとなり、CSテレビ放送のスポーツ中継のアナウンスや、筑紫哲也 NEWS23（TBSテレビ）のスポーツコーナー（毎週月 - 水曜日）をはじめとしてテレビ番組のナレーションを多数担当している。
またカメラのキタムラなどのコマーシャルにも出演している。

## これまでの出演作品

### テレビ
※ナレーション
- 筑紫哲也 NEWS23（TBSテレビ スポーツコーナー毎週月 - 水曜日）
- FNNスーパーニュース
- スーパーモーニング
- 池上彰のニュースそうだったのか!!
- バリキン7 賢者の戦略
- 8時だJ
- うる蔵かう蔵
- ワザあり、日本の旅
- 横浜シティマガジン
- HI!横浜編集局
- CM INDEX
- ベストスポーツU.S.A.
- Jリーグダイジェスト
- 速報Jリーグ
- BSスポーツファンクラブ
- MLB倶楽部
- メジャーリーグ特番
- ワールドカップ中継インサート
- @カルチャー
- みんなの家庭の医学（2011年9月まで、10月からABCアナウンサー喜多ゆかりが登場することに伴って降板）

### 劇場アニメ
- 機動戦士ガンダムIII めぐりあい宇宙編 特別版（アナウンサー）

### CM
- カメラのキタムラ

## 福島テレビ時代
- 定時ニュース
- FTVテレポート（FTVスポーツ）
- FNSスーパースペシャルテレビ夢列島'89 中継アナウンサー

## RFラジオ日本時代
- ラジオ日本ジャイアンツナイター

## TVK時代
- ベイサイドナイターなど